# 武汉路街道
武汉路街道，是中华人民共和国河南省洛陽市涧西区下辖的一个乡镇级行政单位。

## 行政区划
武汉路街道下辖以下地区：
武汉路社区、秦岭路社区、谷水西社区和广文路社区。